# Црква Светог архангела Гаврила - Црква Захвалница
Црква Светог архангела Гаврила, названа и Црква Захвалница, подигнута је у оквиру спомен-комплекса Радовањски луг у насељеном месту Радовање, на територији општине Велика Плана. Црква припада Епархији браничевској Српске православне цркве.
На месту убиства вожда Карађорђа 1920. године положен је камен темељац за цркву посвећену Светом архангелу Гаврилу. Освећење спомен цркве обављено је десетак година касније. Народ је цркву назвао Захвалница, у знак захвалности за сва дела вође Првог српског устанка.

## Архитектура цркве
Подигнута је према пројекту архитекте Василија Андросова, као минијатура спомен цркве на Опленцу. Представља једнобродну грађевину, димензија 13,58x 10,53m. Основа цркве је триконхос, а њено степеновање маса наглашено је кубетом на осмостраном тамбуру са коцкастим постољем. Црква је зидана од опеке, у српско-византијском стилу, са оскудном архитектонском декорацијом.
Унутрашњност храма је подељена на припрату, наос и олтарски простор, који се наводно налази на месту где је убијен Карађорђе. Иконостас, који дели олтар од наоса, садржи седам икона и рађен је под утицајем српског средњовековног сликарства. У наосу цркве је изложен Карађорђев портрет у природној величини, димензија 210 x 110 cm, рад познатог српског сликара Паје Јовановића.

## Парохијски дом
Уз цркву Захвалницу, 2010. године подигнут је парохијски дом у стилу шумадијско-поморавске архитектуре. Користи се не само за потребе свештенства и парохијана, већ и за промоције књига, изложбе, часове историје, позоришне представе.